# Uroctea hashemitorum
Espèce
Uroctea hashemitorum est une espèce d'araignées aranéomorphes de la famille des Oecobiidae.

## Distribution
Cette espèce est endémique de Jordanie.

## Description
Le mâle holotype mesure 5,3 mm.

## Étymologie
Cette espèce est nommée en l'honneur des Hachémites.

## Publication originale
- Bosselaers, 1999 : A new Uroctea from the Jordan desert (Araneae: Oecobiidae). Phegea, vol. 27, no 3, p. 103-113.